# Старая Мотовиловка
Старая Мотовиловка — деревня в Аткарском районе Саратовской области России. Входит в состав Барановского муниципального образования.

## География
Деревня находится в центральной части Правобережья, в пределах Приволжской возвышенности, в степной зоне, на левом берегу реки Малый Колышлей, на расстоянии примерно 17 километров (по прямой) к востоку от города Аткарск. Абсолютная высота — 183 метра над уровнем моря.
Климат
Климат характеризуется как умеренно континентальный с холодной малоснежной зимой и жарким сухим летом. Средняя многолетняя температура самого холодного месяца (января) составляет −12,1 — −12,6°С, температура самого тёплого (июля) 20,8 — 21,4°С. Среднегодовое количество атмосферных осадков — 375—450 мм. Снежный покров держится в среднем 130—135 дней в году.
Часовой пояс
Деревня Старая Мотовиловка, как и вся Саратовская область, находится в часовой зоне МСК+1. Смещение применяемого времени относительно UTC составляет +4:00.

## История
Деревня была основана в 1856 году. До 2018 года входила в состав ныне упразднённого Песчанского муниципального образования.

## Население
| 2010 |
| ---- |
| 14   |

Гендерный состав
По данным Всероссийской переписи населения 2010 года в гендерной структуре населения мужчины составляли 28,6 %, женщины — соответственно 71,4 %.
Национальный состав
Согласно результатам переписи 2002 года, в национальной структуре населения русские составляли 72 % из 29 чел.

## Улицы
Уличная сеть деревня состоит из одной улицы (ул. Вишнёвая).